# Ciak d'oro 2019
La 34ª edizione dei Ciak d'oro si è svolta il 18 giugno 2019. La cerimonia si è tenuta a Roma all'interno dell'edificio della Link Campus University, ed è stata condotta dal giornalista Alessio Viola.

## Vincitori e candidati
I vincitori sono indicati in grassetto, a seguire gli altri candidati.

### Miglior film
- Dogman di Matteo Garrone

### Miglior regista
- Mario Martone - Capri - Revolution

### Migliore attore protagonista
- Alessandro Borghi - Sulla mia pelle

### Migliore attrice protagonista
- Marianna Fontana - Capri-Revolution

### Migliore attore non protagonista
- Edoardo Pesce - Dogman
  - Fabrizio Bentivoglio - Loro
  - Max Tortora - Sulla mia pelle, La terra dell'abbastanza e C'è tempo
  - Renato Carpentieri - Momenti di trascurabile felicità, La paranza dei bambini e Ride
  - Valerio Mastandrea - Euforia

### Migliore attrice non protagonista
- Marina Confalone - Il vizio della speranza
  - Carla Signoris - L'agenzia dei bugiardi e Ma cosa ci dice il cervello
  - Donatella Finocchiaro - Capri-Revolution
  - Jasmine Trinca - Sulla mia pelle
  - Simona Molinari - C'è tempo

### Miglior produttore
- Andrea Occhipinti, Luigi Musini e Olivia Musini - Sulla mia pelle
  - Matteo Garrone e Paolo Del Brocco - Dogman
  - Matteo Garrone e Andrea Paris - Il primo re
  - Carlo Degli Esposti e Nicola Serra - La paranza dei bambini
  - Luca Guadagnino, Silvia Venturini Fendi, Marco Morabito, Francesco Melzi d'Eril e Gabriele Moratti - Suspiria

### Migliore opera prima
- Alessio Cremonini - Sulla mia pelle

### Migliore sceneggiatura
- Matteo Garrone, Massimo Gaudioso e Ugo Chiti - Dogman
  - Mario Martone, Ippolita Di Majo - Capri-Revolution
  - Matteo Rovere, Filippo Gravino, Francesca Manieri - Il primo re
  - Claudio Giovannesi, Roberto Saviano, Maurizio Braucci - La paranza dei bambini
  - Alice Rohrwacher - Lazzaro felice
  - Alessio Cremonini, Lisa Nur Sultan - Sulla mia pelle

### Migliore fotografia
- Daniele Ciprì - Il primo re e La paranza dei bambini
  - Michele D'Attanasio - Capri-Revolution
  - Ferran Paredes Rubio - Il vizio della speranza
  - Paolo Carnera - La terra dell'abbastanza
  - Luca Bigazzi - Loro

### Migliore sonoro
- Emanuele Cicconi, Enrico Medri e Maximiliano Angelieri - La paranza dei bambini
  - Alessandro Zanon, Alessandro Palmerini, Alessandro Piazzese - Capri-Revolution
  - Angelo Bonanni, Davide D'Onofrio, Marcello La Fortezza - Il primo re
  - Christophe Giovannoni, Julien D'Esposito - Lazzaro felice
  - Filippo Porcari, Federica Ripani - Sulla mia pelle

### Migliore scenografia
- Dimitri Capuani - Dogman e Favola
  - Giancarlo Muselli - Capri-Revolution
  - Carmine Guarino - Il vizio della speranza
  - Emita Frigato - Lazzaro felice
  - Stefania Cella - Loro

### Migliore montaggio
- Marco Spoletini - Dogman
  - Giogiò Franchini - Euforia
  - Gianni Vezzosi - Il primo re
  - Desideria Rayner - Ricordi?
  - Chiara Vullo - Sulla mia pelle

### Migliore costumi
- Giulia Piersanti - Suspiria
  - Ursula Patzak - Capri-Revolution
  - Fabio Zambernardi - Favola
  - Valentina Taviani - Il primo re
  - Loredana Buscemi - Lazzaro felice
  - Carlo Poggioli - Loro

### Migliore colonna sonora
- Enzo Avitabile - Il vizio della speranza
  - Michele Braga - Dogman
  - Andrea Farri - Il primo re
  - Franco Piersanti - Momenti di trascurabile felicità
  - Mokadelic - Sulla mia pelle

### Migliore canzone originale
- 'A speranza di Enzo Avitabile - Il vizio della speranza

### Miglior manifesto
- Suspiria

### Ciak d'oro Mini/Skoda Bello & Invisibile
- Sembra mio figlio di Costanza Quatriglio

### Ciak d'oro Alice/Giovani
- Manuel di Dario Albertini

### Ciak d'oro alla carriera
- Nanni Moretti

### Ciak d'oro alla rivelazione dell'anno
- Francesco Di Napoli - La paranza dei bambini e Alice Pagani - Loro, Baby

### Ciak d'oro speciale Serial Movie
- Saverio Costanzo - L'amica geniale

### Ciak d'oro Colpo di fulmine
- Valeria Golino - Euforia

### Ciak d'oro Coppia dell'anno
- Valentina Lodovini e Fabio De Luigi - 10 giorni senza mamma

### Targa speciale
- Domenico Procacci per l'apporto dato da Fandango alla cinematografia italiana
- Marcello Fonte personaggio sorprendente dell'anno